# Eddie Gottlieb

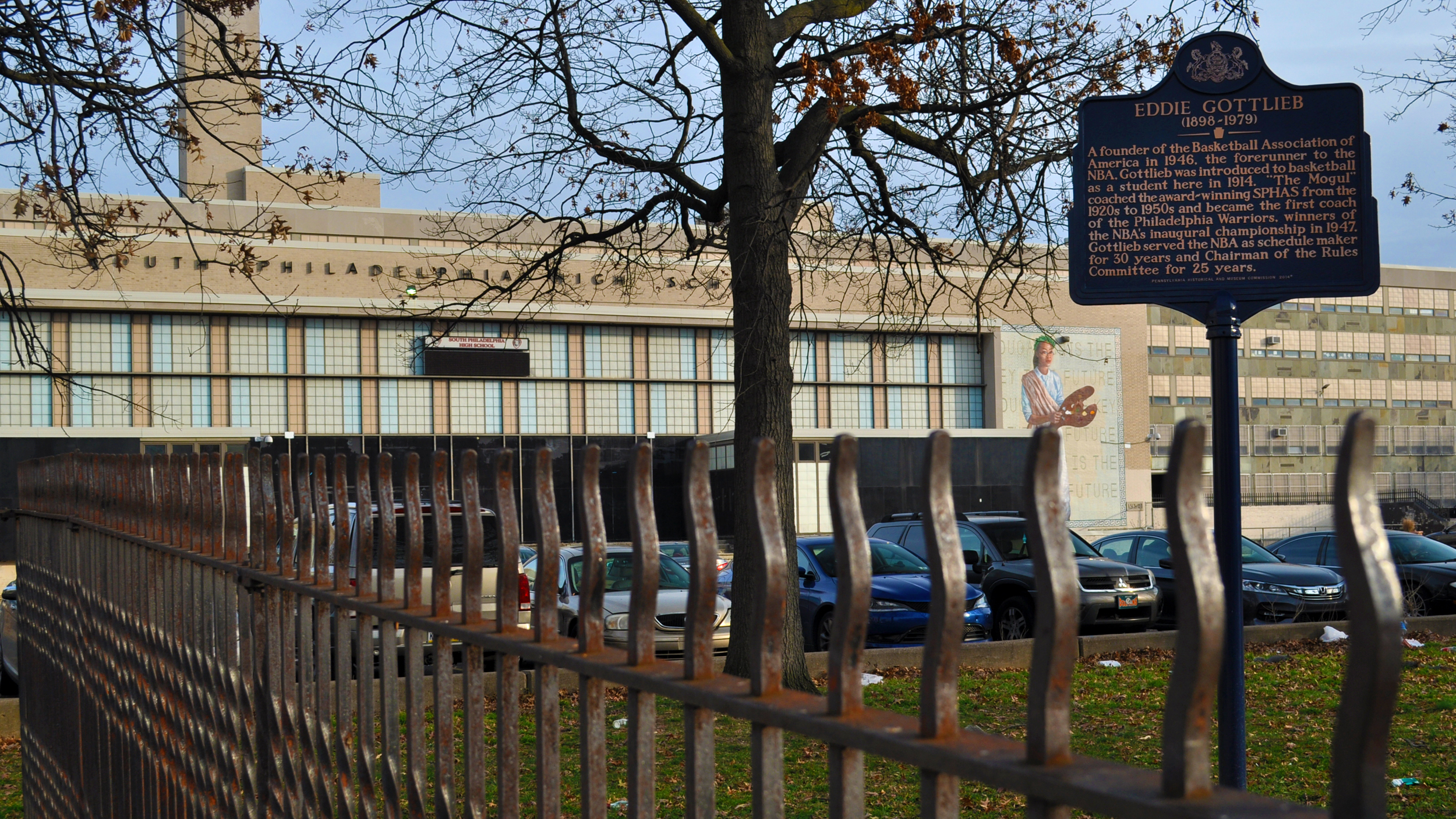
Geschichtliches Markierungsschild im Garten der South Philadelphia High School

Edward „Eddie“ Gottlieb (* 15. September 1898 in Kiew, Russisches Kaiserreich als Isadore Gottlieb; † 7. Dezember 1979 in Philadelphia, Pennsylvania), auch bekannt als „Mr. Basketball“ und „der Mogul“, war ein US-amerikanischer Basketballspieler, -coach und Sportfunktionär. Gottlieb war einer der Gründungsväter der Basketball Association of America (BAA), der heutigen National Basketball Association (NBA).
Ebenso war er Gründer und bis 1962 Besitzer der Philadelphia Warriors, heute Golden State Warriors. Als Förderer (engl.: contributor)  wurde er am 20. April 1972 in die Naismith Memorial Basketball Hall of Fame aufgenommen.
Weiterhin war die zum NBA Rookie of the Year Award zugehörige Trophäe bis zur Saison 2021/22 nach ihm benannt. Infolge eines Rebrandings der individuellen Saison-Preise benannte die NBA die Trophäe nach Wilt Chamberlain, einen Spieler, den Gottlieb durch eine Umdeutung des damals möglichen Territorial-Picks in Berufung auf dessen High School für seine Warriors gewinnen konnte.

## Karriere
Gottliebs jüdische Eltern Morris und Leah waren um die Jahrhundertwende aufgrund von antijüdischer Diskriminierung aus der heutigen Ukraine in die USA emigriert.
Gottlieb zog mit neun Jahren nach South Philadelphia und besuchte ab 1913 die South Philadelphia High School. Er spielte Basketball sowie American Football als Quarterback, weil er sich als Einziger die Signale merken konnte. Er spielte darüber hinaus im Junior Varsity-Team Baseball. Nach eigener Aussage war er lediglich zweier Dinge nicht fähig beim Baseball: dem Werfen und Schlagen.
Er gewann mit seinem High-School-Team zwischen 1914 und 1916 dreimal die Stadtmeisterschaft. Nach seinem Schulabschluss gründete er ein Team der Young Men’s Hebrew Association, das 1918 zur South Philadelphia Hebrew Association wechselte und sich in Philadelphia SPHAs umbenannte. Wenige Jahre später erwarb Gottlieb, der Lehramt an der Temple University studierte und bis 1925 selbst Basketball spielte, die SPHAs von seinen Mitgründern und ließ sie in zahlreichen kurzlebigen örtlichen Ligen spielen, als Herausforderungsteam auf Tournee gehen und in den 1930er und 1940er Jahren an der zweiten Inkarnation der American Basketball League (ABL) antreten. Bereits in den 1920er Jahren hatte er als Coach der Philadelphia Warriors der ABL gearbeitet. Er war außerdem Box- und Wrestling-Promoter, Veranstalter von Baseball-Spielen der Negro Leagues und Besitzer eines Teams, der Philadelphia Stars, sowie Berater der Harlem Globetrotters, mit denen er regelmäßig auf Tour ging.
Für die BAA gründete er das Team der Philadelphia Warriors, heute neben Boston Celtics und New York Knicks einziges verbliebenes Gründungsmitglied der NBA, die im ersten Jahr der Liga den Meistertitel holen sollten. Der zweite Meistertitel folgte 1956, ein Jahr nachdem Gottlieb von der Bank ins Management der Warriors gewechselt war. Nach dem Verkauf der Warriors 1962 nach San Francisco blieb Gottlieb ein weiteres Jahr deren Manager.
Gottlieb, lebenslanger Junggeselle, war für zahlreiche Neuerungen des Spiels wie beispielsweise die Wurfuhr verantwortlich und arbeitete bis kurz vor seinem Tod täglich acht bis zwölf Stunden am gesamten Spielplan der NBA sowie im Regelkomitee.